# Rismaodes
Rismaodes (em parta: Razmayōδ; em grego clássico: Ρισμαωδ(ες); romaniz.: Rismaod(es)) foi dignitário persa do século III, ativo no reinado do xá Sapor I (r. 240–270). É conhecido apenas a partir da inscrição Feitos do Divino Sapor. Aparece na lista de dignitários da corte e está classificado na vigésima nona posição dentre os 67 dignitários. De acordo com a fonte era filho de Sombedes e irmão de Pabis Perosabor.